# مرد عینکی
مرد عینکی با نام سابق جلبک فیلمی کمدی به کارگردانی کریم امینی، نویسندگی حمزه صالحی و تهیه‌کنندگی سید ابراهیم عامریان محصول سال ۱۴۰۲ است. 

## خلاصه داستان
این فیلم دربارهٔ مردی به نام حلیم رایگان است که کاری جز تمیز کردن سرویس بهداشتی پارک ندارد. او که به دلیل گرفتن هزینه سرویس از مردم اخراج می‌شود و با داد و فریاد شروع به اعتراض می‌کند. در مدت کمی کلیپ داد و فریاد حلیم که حالا نامش را به کامبوزیا تغییر داده، در فضای مجازی بین همه می‌چرخد. پلیس به خانه حلیم می‌ریزد و او را به بازداشتگاه می‌برد. در زندان کاراکتر حلیم می‌فهمد که به دلیل شباهتش به یک تروریست به نام گرگ (Wolf) تحت تعقیب پنتاگون است و برای تحویل حلیم سی هزار دلار جایزه تعیین کرده است. پدر او برای بدست آوردن جایزه میخواهد او تحویل بدهد که در راه ...

## بازیگران
- بهرام افشاری
- مهدی هاشمی
- هومن حاجی عبداللهی
- سام نوری
- آدریانو تولوزا
- محمد حیدری
- امیر کربلایی زاده
- یدالله شادمانی